# Нагорьевское сельское поселение (Белгородская область)
Наго́рьевское се́льское поселе́ние — муниципальное образование в Ровеньском районе Белгородской области.
Административный центр — село Нагорье.

## История
Нагорьевское сельское поселение образовано 20 декабря 2004 года в соответствии с Законом Белгородской области № 159.

## Население
| 2010  | 2011  | 2012  | 2013  | 2014  | 2015  | 2016  | 2017  | 2018  |
| ----- | ----- | ----- | ----- | ----- | ----- | ----- | ----- | ----- |
| 1611  | ↘1604 | ↘1574 | ↘1558 | ↘1522 | ↘1521 | ↗1527 | ↘1508 | ↘1498 |
| 2019  | 2020  | 2021  |       |       |       |       |       |       |
| ↘1460 | ↗1465 | ↘1405 |       |       |       |       |       |       |

## Состав сельского поселения
| № | Населённый пункт | Тип населённого пункта       | Население |
| - | ---------------- | ---------------------------- | --------- |
| 1 | Барсучье         | село                         | ↘245      |
| 2 | Всесвятка        | село                         | ↘276      |
| 3 | Ерёмовка         | село                         | ↘210      |
| 4 | Крутой           | хутор                        | →0        |
| 5 | Нагорье          | село, административный центр | ↘848      |
| 6 | Солонцы          | хутор                        | ↘32       |